# 小汤普森河
小汤普森河（英語：Little Thompson River）是南普拉特河支流大汤普森河的一条支流，位于美国科罗拉多州。
小汤普森河的水源地位于罗斯福国家森林，流经落基山脉东缘拉里默尔县的贝尔德，在朗蒙特和拉夫兰之间穿过，最后在格里利附近注入大汤普森河。
小汤普森河长约51.5英里（82.9），从其水源地到与大汤普森河的汇合处的落差约为2,500英尺（760），其中约有24-英里（39-）在群山中穿行，途中有一个高15-英尺（4.6-）高的瀑布和几个花岗岩峡谷。